# 唐睿宗
唐睿宗李旦（662年6月22日—716年7月13日），唐高宗李治和武則天幼子，唐朝第5、8任皇帝，曾用名李旭倫、李倫、武輪，他一生兩繼大統，兩度禪位。两次登基，第一次為天后武氏（登基前的武則天）廢唐中宗李顯而繼位，在位时间是文明元年至載初二年（684年2月27日－690年10月16日），後上表自行退位，禪讓予母親武則天；第二次是在唐隆政变誅除韋皇后及其黨羽後復辟，在位时间是景雲元年至延和元年（710年7月25日－712年9月8日），後退位，內禪予其子李隆基（唐玄宗）。李旦為唐高宗李治諸子之中排行第八，母为武则天，李弘、李贤、唐中宗李顯都是其同母兄长，太平公主則為其同母妹妹。

## 生平
龍朔二年（662年）六月一日（6月22日）生於長安蓬萊宮含涼殿。当年，封殷王，遥领冀州大都督、单于大都护、右金吾卫大将军。睿宗“謙恭孝友，好學，工草隸，尤愛文字訓詁之書”。乾封元年（666年），徙封豫王。总章二年（669年），徙封冀王。上元二年（675年），徙封相王，拜右卫大将军。仪凤元年（676年）三月，其兄李显为使持节洮河道行军元帅，领左卫大将军刘审礼等十二总管，并州大都督李轮为凉州道行军元帅，领契苾何力等军，讨伐吐蕃；李显、李轮都没有亲行。同年，十四岁的李轮纳豆卢氏为孺人（妾室）。儀鳳三年（678年），迁洛牧；改名李旦，徙封豫王。在七月前不久，纳刑部尚书刘德威的孙女，陕州刺史刘延景的女儿刘氏为孺人，刘氏很快成为李轮的正妻。在七月的宴会上父亲唐高宗对叔父霍王李元轨说：因为他是最小的儿子，所以最为喜爱，他此前的妾室都不令人满意，最近与刘氏成婚，刘氏很有孝行，我很高兴。679年，王妃刘氏生下他的长子李成器。
嗣聖元年（684年）二月七日，武则天废其兄中宗帝位，立他为帝，改元文明。不过，由於是武则天稱制，“政事決于太后”，睿宗毫无实权，甚至連干预国家大政的权力都沒有，淪為傀儡皇帝。載初元年（690年）睿宗禪讓給武则天，改國號大周，睿宗被貶为「皇嗣」（候補性質的皇位繼承人。具儀一比皇太子，卻不給皇太子的名分），改名武轮，迁居东宫。
武则天聖曆元年（698年），武則天又改立中宗為儲君。睿宗則從「皇嗣」再被貶為親王，封號相王，他的五個兒子（李成器、李成義、李隆基、李隆範、李隆業）被封為郡王，唐睿宗從此重獲自由。
神龍元年（705年），宰相張柬之等五人發動神龙政变，殺张易之、张昌宗兄弟，逼武則天退位，迎中宗復辟，不久武则天去世。此後中宗封其為安國相王，隨即辭去。景雲元年（710年），中宗駕崩（傳說是被韋皇后毒杀），（後在韋皇后矯詔下）由中宗幼子李重茂登位，改元唐隆，是為唐殤帝。
睿宗的三子李隆基與太平公主等聯絡禁軍將領，擁兵入宮，將韦后誅殺，迫少帝李重茂遜位，史稱唐隆政变。六月二十四日睿宗復辟於承天門樓，大赦天下，与其子李隆基一起铲除了韋皇后一黨的势力。
延和元年（712年）七月二十五日，唐睿宗無法面對李隆基與太平公主的爭端，於是再度禪讓於李隆基，是為唐玄宗，但仍實掌朝廷大權，自称「太上皇」，每五天在太極殿接受群臣的朝賀，仍自称“朕”，三品以上除授及大刑狱仍然自决，命令称“诰”、“令”，而玄宗每日受朝于武德殿，自称“予”，决定三品以下除授及徒罪，命令称“制”、“敕”。先天二年（713年），唐玄宗发动先天政變，消灭太平公主一党，睿宗才不得不彻底放权。
開元四年六月二十日（716年7月13日），李旦病逝，享年五十五歲。

## 安国相王府
唐中宗于神龙元年正月复位后，李旦加号称安国相王。下列安国相王府官员。
- 开府仪同三司左千牛卫大将军上柱国安国相王旦
- 特进中书令兼检校安国相王府长史上柱国南阳郡王袁恕己（神龙元年正月－五月）
- 特进行尚书左仆射兼检校安国相王府长史平章军国重事上柱国芮国公豆卢钦望（神龙元年五月－
- 大中大夫行安国相王府司马护军皇甫忠
- 朝散大夫守安国相王府谘议上柱国邢国公王温
- 朝议大夫行安国相王府记室参军事丘悦
- 朝议郎行安国相王府文学韦利器
- 行安国相王府文学高仲舒
- 朝议大夫行安国相王府仓曹参军辛道瑜
- 行安国相王府功曹参军窦希瑊
- 行安国相王府属韦慎名
- 行安国相王府掾丘知几
- 行安国相王府典军丘琬
- 行安国相王府典军卫日新
- 行安国相王府典签裴耀卿
- 安国相王品官行内侍省奚官局令引叁目
- 安国相王品官行内侍省掖庭局令戴思恭

## 家庭

### 后妃

#### 皇后
- 刘皇后，结发之妻，正室；生讓皇帝李憲、寿昌公主、代国公主李华婉，被武则天勒令处死，追谥为肃明順聖皇后
- 窦德妃，妾室；生唐玄宗李隆基、金仙公主、玉真公主，被武则天勒令处死，追谥为昭成顺圣皇后

#### 妃
- 豆卢贵妃
- 崔贵妃，生鄎国公主，或与岐王李隆范的母亲崔孺人为同一人
- 王德妃，惠宣太子李業母
- 王賢妃，名芳媚，王德妃之妹，李業養母

#### 孺人
- 崔孺人，生惠文太子李范 ，与崔贵妃应为同一人。
- 唐孺人（662年—692年12月15日），唐俭孙女，考古发现唐孺人与崔孺人墓
- 崔孺人。因崔孺人墓志铭缺失，不知崔孺人与李范母是否同一人[7]

#### 宮人
- 柳宫人，前宰相柳奭孙女，生惠庄太子李撝

### 子
1. 讓皇帝李憲（679年－742年），母刘皇后
2. 惠莊太子李撝（？－724年），母宮人柳氏
3. 玄宗李隆基（685年－762年），母窦德妃
4. 惠文太子李範（686年－726年），母崔孺人
5. 惠宣太子李業（？－735年），母王德妃
6. 隋王李隆悌（早亡），母不详

### 女
《新唐书·诸帝公主列传》，记载唐睿宗共有11位女儿。具体的排行，出自对个人记载，与公主年龄多有出入：
1. 长女，壽昌公主（母刘皇后，下嫁崔真），680-686年间出生。
2. 次女，安興昭懷公主（早薨）
3. 某女，荊山公主（下嫁薛伯阳，存疑，可能是凉国公主、鄎国公主两个公主的混记）
4. 三女，淮陽公主（名花山，母王德妃，下嫁王承庆），686年出生，被记载为第三女。
5. 四女，代國公主（名华，字華婉（墓誌銘記為花婉），母刘皇后，下嫁郑万钧），689年出生，被记载为第四女，但年龄幼于庶妹涼國公主等。
6. 五女，涼國公主（字華莊，母王德妃，先封为仙源公主，下嫁薛伯阳）687年出生，被记载为第五女，但其年龄年长于嫡姐代國公主。
7. 某女，薛國公主（先封为清阳公主，下嫁王守一，又嫁裴巽），年龄不详。
8. 七女，鄎國公主（母崔贵妃，先封为荆山公主，下嫁薛儆，又嫁郑孝义）689年出生，被记载为第七女，但年龄与嫡姐代國公主相同。
9. 八女，金仙公主（母窦德妃，先封为西城县主）。689年出生，被记载为第八女，但年龄与嫡姐代國公主相同。
10. 九女，玉真公主（字玄玄，号持盈，母窦德妃，始封崇昌县主），690-692年间出生。
11. 某女，霍國公主（下嫁裴虚己）。756年安禄山攻陷长安后被处死，年龄不详。

## 影視作品
- 1985年：一代女皇武则天 由华少江飾演
- 1986年：一代公主 由康殿宏飾演
- 1986年：薛刚反唐 由陈亚兰飾演
- 1993年：唐明皇 由田成仁飾演
- 1995年：武则天 由韩青飾演
- 1998年：上官婉儿 由陆诗雨飾演
- 2000年：大明宫词 由王涛飾演
- 2003年：天子尋龍 由駱應鈞飾演
- 2006年：无字碑歌 由王今心飾演
- 2008年：日月凌空 由苏小玎飾演
- 2010年：杨贵妃秘史 由樊志起飾演
- 2011年：武则天秘史 由田宇鹏飾演
- 2011年：唐宫燕 由駱達華飾演
- 2012年：太平公主秘史 由叶鹏飾演
- 2013年：美人制造 由高基才飾演
- 2014年：武媚娘传奇 由徐扬、赵熠洋飾演
- 2015年：隋唐英雄5 由劉成祥飾演
- 2018年：宮心計2深宮計 由李龍基飾演